# Matej Beňuš
Matej Beňuš (2 de novembro de 1987) é um canoísta de slalom eslovaco, medalhista olímpico.

## Carreira
Sua primeira grande competição sênior internacional foi o Campeonato Europeu de 2007, onde terminou em 15º. Ele também competiu no Campeonato Mundial de 2007, terminando em 29º. Dois anos depois, ele conseguiu entrar no top dez, com o sexto lugar no Europeu de 2009 e o quinto no Campeonato Mundial de 2009. Naquela temporada, ele também alcançou seu primeiro pódio no evento da Copa do Mundo, terminando em terceiro em Bratislava e ficando em quinto no ranking final da Copa do Mundo.
Matej Beňuš representou seu país na Rio 2016, conquistou a medalha de prata na prova do slalom C1. Na mesma competição, conseguiu o bronze nos Jogos Olímpicos de Verão de 2024.